# ديك كول (سياسي)
ديك كول هو عالم آثار وسياسي بريطاني، ولد في 6 أبريل 1968. نشط حزبياً في Mebyon Kernow ‏.

## وصلات خارجية
- الموقع الرسمي